# Силинский сельсовет (Московская область)
Силинский сельсовет — упразднённая административно-территориальная единица, существовавшая на территории Московской губернии и Московской области до 1954 года.
Силинский сельсовет был образован в первые годы советской власти. По данным 1919 года он входил в состав Усмерской волости Бронницкого уезда Московской губернии.
В 1923 году Силинский с/с был упразднён путём присоединения к Медведевскому с/с, но в 1925 году был восстановлен.
По данным 1926 года в состав сельсовета входил 1 населённый пункт — деревня Силино.
В 1929 году Силинский с/с был отнесён к Ашитковскому району Коломенского округа Московской области. При этом к нему были присоединены Леоновский и Пушкинский с/с.
31 августа 1930 года Ашитковский район был переименован в Виноградовский.
6 апреля 1951 года из Лашинского с/с Куровского района в Силинский с/с было передано селение Богатищево.
15 февраля 1952 года их Левычинского с/с в Силинский было передано селение Новосёлово.
14 июня 1954 года Силинский с/с был упразднён. При этом его территория была объединена с Лидинским с/с в новый Леоновский с/с.